# 安達瑛二
安達 瑛二（あだち えいじ、昭和12年（1937年）1月26日 - ）は、日本の工学者、工学博士、豊田工業大学名誉教授。山形県鶴岡市出身。

## 略歴
- 1937年、誕生。
- 1955年、山形県立鶴岡南高等学校を卒業。
- 1960年、東京大学工学部を卒業し、トヨタ自動車工業に入社する。
- 1971年、東京大学より工学博士号を授与される。
- 1981年　製品企画室主査（チーフエンジニア）コロナ担当
- 1984年、豊田工業大学の教授となる。（のちに名誉教授）
- 1996年、第4回日本設計工学会論文賞受賞

## 著作物

### 著書
- 「設計工学―製品開発の方法―」
- 「ドキュメント トヨタの製品開発」

### 論文
- 「鉄道車両構体の弾性振動解析」
- 「付加質量の最適化による工作機械の振動低減法」
- 「感性評価を含む多目的満足設計」
- 「質量を分布した連続粘弾性材の制振効果」
- 「試作評価による感度係数同定と多目的満足設計」
- 「多元連立方程式による多目的満足設計法の解の探索」

### 共著論文
- 「目標幅を持つ異質な目的関数の多目的満足設計」 共著者：古賀勝紀 （第4回日本設計工学会論文賞受賞）

### 博士論文
- 「自動車車体のシェイクの研究」 1971年6月17日 東京大学 乙第2550号

## 受賞歴
- 第4回日本設計工学会論文賞